# Danae shibatai
Danae shibatai là một loài bọ cánh cứng trong họ Endomychidae. Loài này được Nakane miêu tả khoa học năm 1958.